# Moordiek
Moordiek er en by og kommune i det nordlige Tyskland, beliggende i Amt Breitenburg under Kreis Steinburg. Kreis Steinburg ligger i den sydvestlige del af delstaten Slesvig-Holsten.

## Geografi
Moordiek ligger omkring ti kilometer øst for Itzehoe ved den østlige udkant af moserne Breitenburger Moors. Vandløbet Hörner Au krydser kommunen hvis sydgrænse dannes af Breitenburger Kanal.